# Leslie De Gruyter
Leslie De Gruyter (Poperinge, 25 maart 1952) is een Vlaams acteur.
Hij studeerde af in 1974 aan het Koninklijk Vlaams Conservatorium Antwerpen (dramatische kunst). In 1997 en 1998 was hij te zien in het tweede en derde seizoen van Unit 13 als Jacques Koops, kopstuk van een misdaadsyndicaat. Eerder had hij een belangrijke rol gespeeld in de Nederlandse - Duitse - Vlaamse jeugdserie De Legende van de Bokkerijders. In 1998 speelde hij in de verfilming van Abeltje van Annie M.G. Schmidt. Hij had ook rollen in Tasten in het duister, Zeeuws Meisje, Baantjer, Windkracht 10 en Parade's End.
Hij speelde gastrollen in onder andere Flikken, Flikken Maastricht, Witse, Aspe, Vermist, Code 37 en Zone Stad. Tussen 2012 en 2017 speelde hij een gastrol in de soap Thuis. Hij speelde de rol van Ivo Courtois, de vader van Lynn Courtois.
Hij was als hoorspelacteur onder andere te horen in Het hotel van de angst (Novica Savić - Michel De Sutter, 1988).